# 영도초등학교 (부산)
영도초등학교는 대한민국 부산광역시 영도구 신선동1가에 있는 공립 초등학교이다.

## 학교 연혁
- 1908년 9월 20일 사립옥성학교 개교
- 1916년 4월 1일 옥성공립보통학교 개칭
- 1920년 4월 10일 목도공립보통학교 개칭(공립 개편)
- 1938년 4월 1일 목도공립심상소학교로 개칭
- 1941년 4월 1일 목도공립국민학교로 개칭
- 1945년 9월 28일 영도국민학교로 개칭
- 1992년 11월 23일 학교급식 시작(식당 개관)
- 1993년 2월 1일 병설유치원 설립인가
- 1996년 2월 12일 영도관 개관식
- 1996년 3월 1일 영도초등학교로 개칭
- 2003년 11월 28일 도서관 설치
- 2004년 8월 31일 도움학습실 설치, 과학실 현대화
- 2007년 9월 3일 인조잔디구장 설치
- 2008년 9월 20일 개교 100주년 기념행사
- 2009년 2월 7일 영어체험학습실 설치
- 2011년 2월 28일 돌봄교실 설치
- 2011년 9월 19일 Wee class 설치
- 2011년 10월 1일 제1회 가족음악회
- 2013년 11월 6일 CCTV 고화질 개선
- 2014년 2월 6일 방송실 장비교체
- 2014년 2월 17일 제100회 졸업
- 2017년 2월 10일 도서실 현대화 사업
- 2017년 3월 1일 제32대 정인자 교장 취임
- 2017년 6월 19일 참다래 야외 학습장 조성
- 2017년 8월 31일 교내벽화 조성 사업 및 교사 도색
- 2017년 12월 11일 세계문화체험실, 무한상상실 설치
- 2018년 11월 23일 급식실 현대화 공사, 화장실 현대화 공사, 실과실ㆍ예술활동실 개소, 학교 내진보강공사
- 2019년 2월 13일 연계형 돌봄교실(영화실) 구축
- 2019년 2월 21일 제105회 졸업(69명, 졸업생 총계 34,183명)

## 참고 자료
- 영도초등학교 - 한국교육학술정보원 학교알리미